# Pikkoja
Pikkoja är ett vattendrag i landskapet Harjumaa i norra Estland. Den är 8 km lång och är ett biflöde till Valgejõgi.